# Wilfried Wesemael
Wilfried Wesemael (* 31. Januar 1950 in Aalst, Belgien) ist ein ehemaliger belgischer Radrennfahrer.
Er war Teilnehmer der Olympischen Sommerspiele 1972 in München. Er bestritt mit dem Vierer die Mannschaftsverfolgung, das belgische Team mit Léon Daelemans, Roger De Beukelaer, Alex Van Linden und Wilfried Wesemael schied in der Qualifikationsrunde aus.
1973 wurde er Profi beim belgischen Straßenradsport-Team Hertekamp. Doch schon bevor er auf die Straße wechselte, feierte Wesemael wichtige Erfolge als Amateur im Bahnradsport. So wurde er 1971 und 1972 belgischer Meister in der Mannschaftsverfolgung, 1972 in der Einerverfolgung sowie 1973 im Omnium und im Madison. Seinen größten Erfolg feierte Wesemael 1979, als er die Tour de Suisse mit einem Vorsprung von 4:43 Minuten auf Rudy Pevenage für sich entscheiden konnte. 1982 beendete er seine Karriere.

## Erfolge
1974
- Kuurne–Brüssel–Kuurne

1975
- eine Etappe Vuelta a España

1978
- GP de Cannes
- eine Etappe Tour de France

1979
- eine Etappe Dauphiné Libéré
- Gesamtwertung Tour de Suisse

## Teams
- 1973 Hertekamp
- 1974 M.I.C.-Ludo–de Gribaldy
- 1975 Alsaver–Jeunet–de Gribaldy/Miko-De Gribaldy
- 1976 Miko-de Gribaldy-Superia
- 1977 Frisol-Thirion-Gazelle
- 1978–1981 TI-Raleigh
- 1982 Safir-Marc